# Istituto della memoria audiovisiva ebraica
L'Istituto della memoria audiovisiva ebraica (IMAJ) è un'associazione culturale senza scopo di lucro, fondata a Bruxelles nel 1984.

## La Storia
Beatrice Godlewicz, insegnante, rileva la mancanza di riferimenti cinematografici europei relativi alla cultura ebraica. Decide, quindi, di creare un'associazione al fine di fornire alle scuole e agli insegnanti, film e informazioni sulla storia e la cultura ebraica. A poco a poco l'associazione raccoglie e indicizza un numero sempre maggiore di film e amplia il suo pubblico. IMAJ diventa un centro di documentazione specializzato per coloro che desiderano ampliare le loro conoscenze sul cinema ebraico, per chi è curioso di sapere di più sulla cultura ebraica o, semplicemente, per gli amanti della settima arte. Parallelamente IMAJ organizza eventi che mirano alla promozione di film vecchi e nuovi. I membri fondatori sono Georges Arthur baron Schnek, Paul Danblon, Simone Susskind, Gyora Glupczynski e Beatrice Godlewicz.

## Obiettivi
IMAJ si pone come obiettivo primario quello di individuare e distribuire film sulla cultura e la storia ebraica. Elenca tutti i tipi di film, fiction, documentari, cortometraggi, ecc. Attualmente, IMAJ possiede un'importante banca dati in francese dedicata al cinema a tema ebraico. Oltre 5000 film sono indicizzati, di cui 2000 sono disponibili in prestito o in consultazione. Si tratta sia di film famosi che di film rari o meno conosciuti. Lo scopo di questo database è di promuovere film in relazione con la storia e la vita ebraica. Attraverso ciò, IMAJ intende far scoprire ad un ampio pubblico i molteplici e vari aspetti del giudaismo. IMAJ collabora con altre associazioni ebraiche alla preservazione della memoria diffondendo film sulla Shoah, ma anche su altri genocidi e crimini contro l'umanità. L'associazione desidera in questo modo lottare contro gli stereotipi, il negazionismo e l'antisemitismo. Inoltre, IMAJ è anche uno spazio di riflessione sul cinema. L'associazione difende la libertà di espressione, il pluralismo di opinioni e la nozione di interculturalità. IMAJ, attraverso le sue azioni, intende creare un dialogo tra i cittadini per costruire punti di contatto tra le diverse comunità.

## Le azioni
IMAJ organizza eventi cinematografici anteprime, festival, proiezioni con dibattiti e sostiene la produzione di film. Collabora, inoltre, anche ad altri eventi come esposizioni, presentazioni di libri, concerti, conferenze… Nel 1989, IMAJ realizza il suo primo festival intitolato "Mieux vaut en rire" sull'umorismo e il cinema ebraico. A partire dal 2010 il festival si intitolerà Au fil(m) du temps. Ad ogni edizione il festival assegna un premio al miglior film ebraico o a tema ebraico. Questo premio, assegnato da una giuria professionale, è stato nominato Georges Schnek in omaggio al presidente fondatore di IMAJ. Georges Arthur, baron Schnek è stata una figura importante nella comunità ebraica del Belgio. IMAJ ha assegnato il premio a: 
- Jorge Gurvich per il suo film Le Chat de Madame Moskovitch durante la 13ª edizione del festival (2010)
- Doron Eran per il suo film Melting Away durante la 14ª edizione del festival (2011)
- Sharon Bar-Ziv per il suo film Room 514 durante la 15ª edizione del festival (2013)

In seguito al loro festival, IMAJ ha prodotto con il sostegno della Cineteca della Comunità francese un DVD accompagnato da un libretto Le cinéma de Vouzôtres. Questa produzione è destinata ad essere una vetrina di film prodotti da registi belgi in connessione con la vita ebraica. IMAJ ha anche prodotto altri DVD su eventi a cui ha partecipato o organizzato.

## Le affiliazioni
IMAJ è riconosciuta e finanziata dalla Fédération Wallonie-Bruxelles. È anche sostenuta dalla Fondazione del giudaismo del Belgio. IMAJ è stata riconosciuta come un centro accreditato dalla Cellule Démocratie ou Barbarie della Fédération Wallonie-Bruxelles nel 2010 nell'ambito del decreto sulla trasmissione della memoria per le sue attività sul tema della Shoah, del genocidio e dei crimini contro l'umanità.